# ديبدين (محطة مترو أنفاق لندن)
ديبدين (بالإنجليزية: Debden)‏ هي إحدى محطات مترو أنفاق لندن. تقع على خط سينترال أفتتحت في المنطقة (Zone) رقم 6 أفتتحت في 24 أبريل 1865، 25 سبتمبر 1949.

## معرض صور

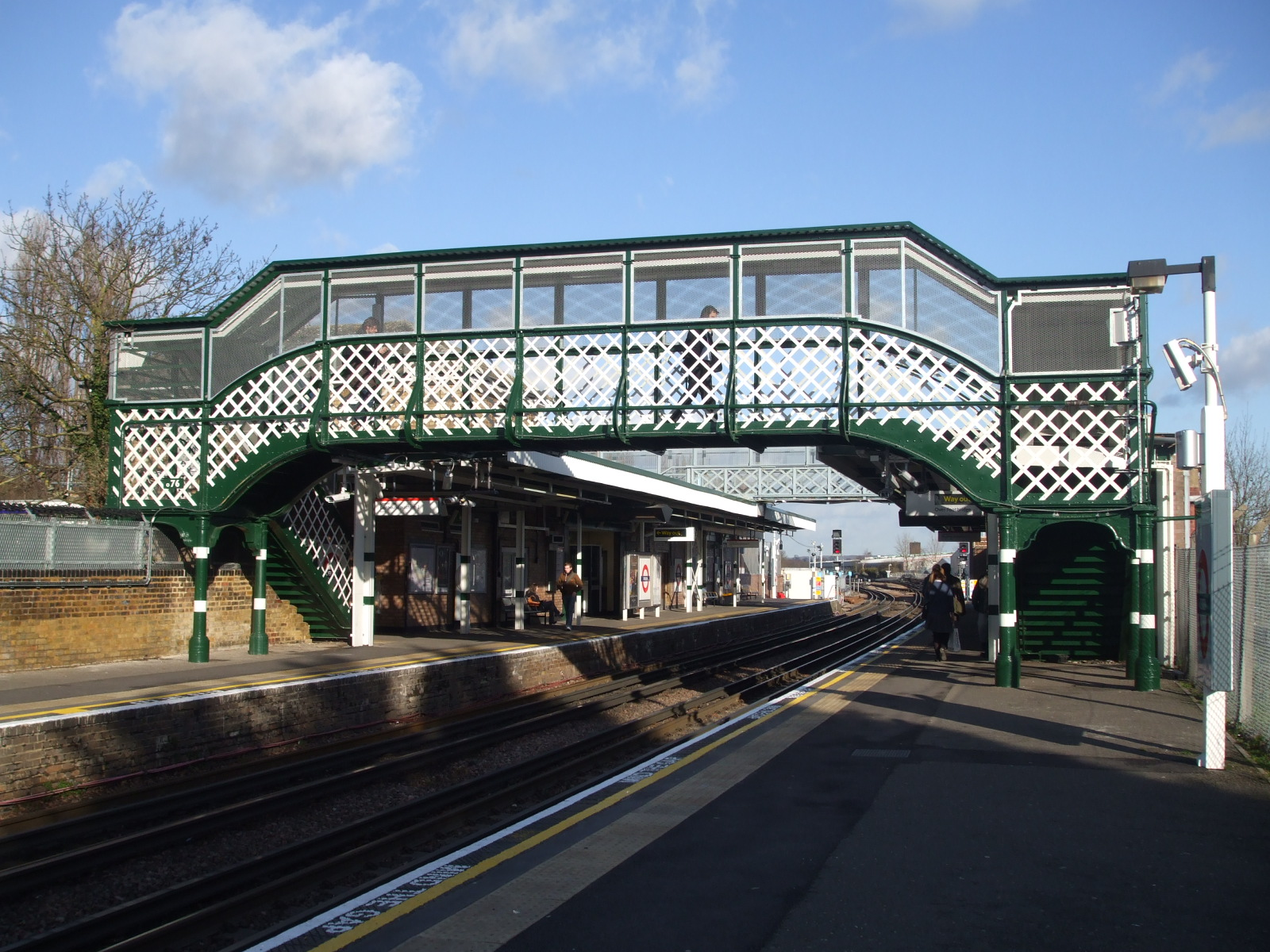
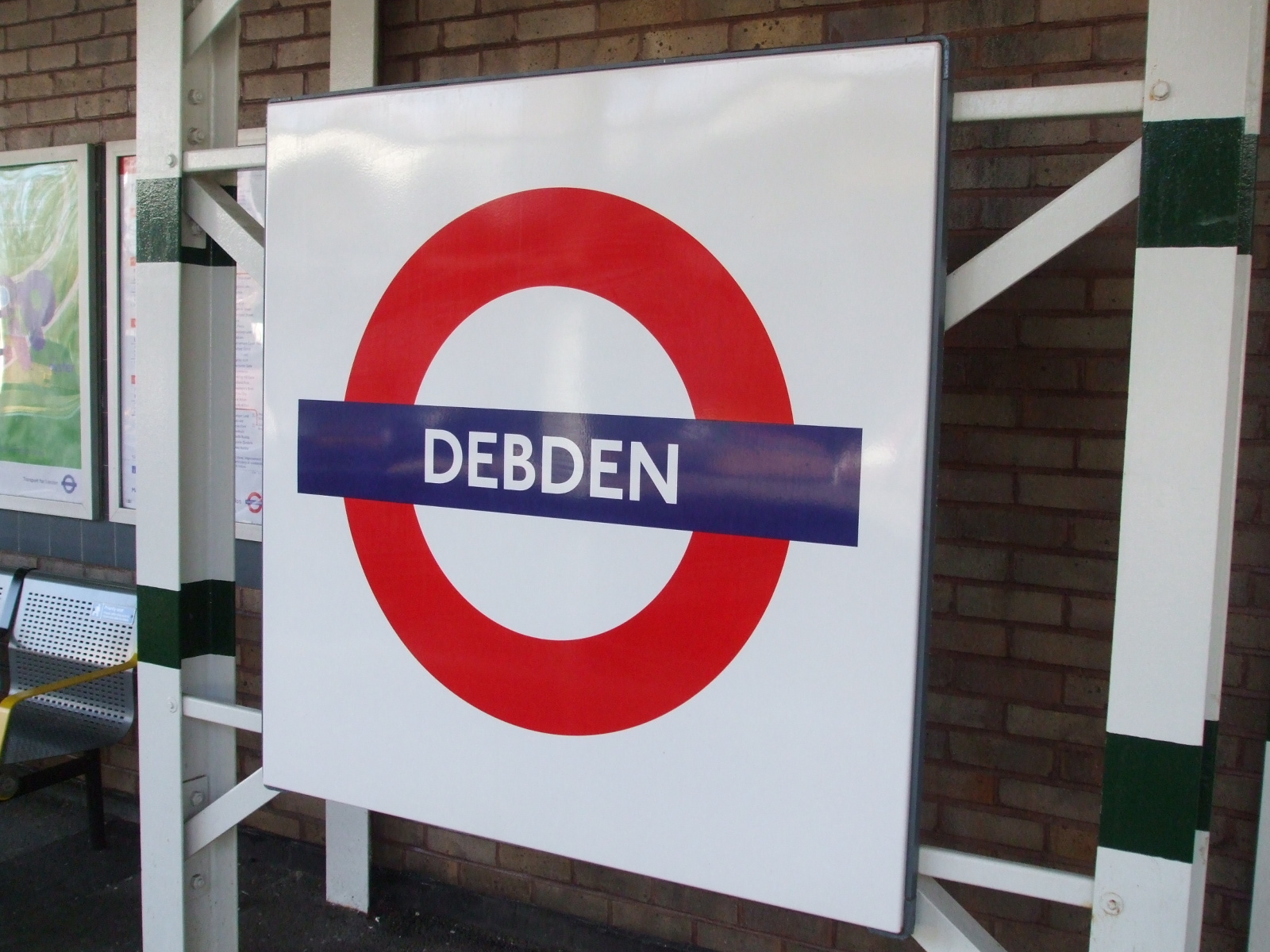
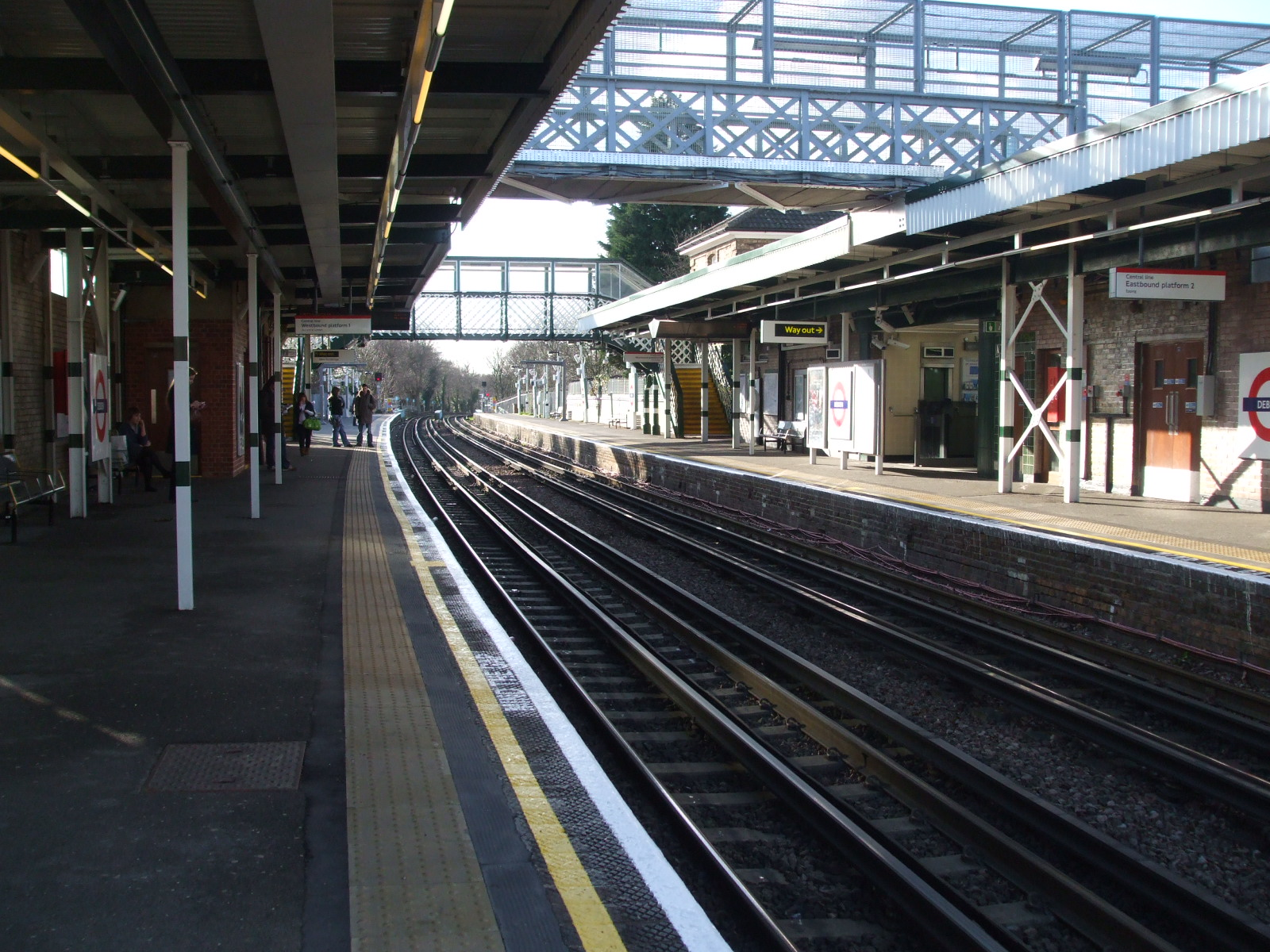